# Siorac-en-Périgord

Siorac-en-Périgord este o comună în departamentul Dordogne din sud-vestul Franței. În 2009 avea o populație de 1.015 de locuitori.

## Evoluția populației
| An        | 1975 | 1982 | 1990 | 1999 | 2006 | 2009  |
| --------- | ---- | ---- | ---- | ---- | ---- | ----- |
| Populație | 793  | 863  | 904  | 893  | 982  | 1.015 |